# Костянтин Дубровський
Костянтин Володимирович Дубровський (18 червня 1959, Харків, СРСР — 18 травня 2016, Харків) —український телеведучий, актор, поет, письменник, лікар-хірург Інституту загальної невідкладної хірургії АМН України, кандидат медичних наук. 
Дубровський, разом з музикантами Сергієм "Сером" Щелкановцевим й Сергієм Кривулею був творцем гумористичного шоу "Батуалло" на харківському телебаченні 1990-х років.  
Також був біля витоків іншого популярного гумористичного телешоу - «ЧиЗ».  

## Біографія
Костянтин Володимирович Дубровський народився 18 червня 1959 року в місті  Харкові. Після закінчення  Харківського національного медичного університету у 1982 році працював лікарем-хірургом спочатку в Харківській клінічній лікарні на залізничному транспорті №2, а потім в Інституті загальної та невідкладної хірургії АМН України . Одночасно займався журналістикою і літературою. З 1991 року публікувався в харківській газеті «Майстер». З 1997 року член Союзу російських письменників Харківщини «Сиверко».  Видано були книги: «Ожерелье» (вірші, 1994 г., Харків, видавництво «Основи»), «Документ «Ж»» (літературні пародії в прозі і віршах, 1995 г., Москва-Харків, видавництво «Хармос»), «Здравствуй, дружок» (збірник пародій, 2000 г.) і ін.    Помер 18 травня 2016 року від оскладнень онкологічного захворювання.

## Батуалло
У 1993 році Костянтин Дубровський, Сергій Кривуля і Сергій Щелкановцев («Сер»), що працювали на телекомпанії «Тоніс-Центр» телеведучими, режисерами і сценаристами, вирішили створити пародійну передачу з елементами чорного гумору. Назву “Батуалло“, було взято з мультфільму 1958 року [Тайна далёкого острова].  Це була суміш гегів, пародій на передачі і фільми. Програма мала чималу популярність] Передача існувала за сприяння директора телекомпанії Владлена Литвиненка. Програма виходила кілька років, поки її не підкосили економічна криза і алкоголізм. Проте, трійця авторів постійно поповнювалася волонтерами і співчуваючими, виходили супутні проекти - «Квак» (теорія приготування і вживання спиртних напоїв), «Шукайте жінку» (інтелектуально-еротичне шоу), «Новини Батуалло», «Музичний кіоск Батуалло». Але ці проекти постійно закривалися через недостатнє фінансування. У 2000 році Дубровський, Кривуля і Щелкановцев  запустили новий сезон “Батуалло,” але після одного епізоду шоу було закрите. . Пізніше вони почали виношувати ідею гумористичного серіалу, зняли пілотний епізод, написали сценарій для наступних серій, але несподівано помер Сер, а Кривуля згодом залишив Харків. 